# Cá cháo lớn
Cá cháo lớn (danh pháp hai phần: Megalops cyprinoides) là một loài cá có kích thước trung bình thuộc họ Megalopidae.

## Mô tả
Về ngoại hình, chúng giống cá cháo Đại Tây Dương, Megalops atlanticus: phần lưng màu lục sậm-ôliu và mang tông màu bạc hai bên thân. Cái miệng to của chúng hướng lên trên; hàm dưới có một tấm xương thuôn dài. Tia cuối của vây lưng dài hơn hẳn những tia khác. Nó có thể bơm khí vào bong bóng cá và hấp thụ oxy từ đó. Những con sống ở nước ngọt (đạt chừng 50 cm (20 in)) thường nhỏ hơn nhiều so với những con sống ở nước mặn (hơn 1 m (3,3 ft)). Chúng sống tới 44 năm và trưởng thành chỉ trong hai năm. Chúng hoàn thành quá trình biến đổi từ giai đoạn ấu trùng chỉ trong 10 ngày.

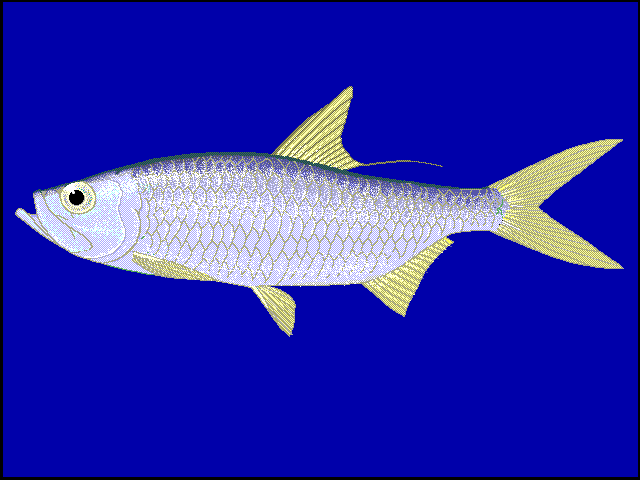